# 2006 QS180
2006 QS180 est un objet transneptunien, mesurant environ 211 km de diamètre.